# Comandanti della scuola militare Nunziatella
La scuola militare Nunziatella di Napoli, fondata il 18 novembre 1787, ha avuto ad oggi 83 comandanti, di cui si riporta di seguito l'elenco completo.
- 1) 1787 maresciallo di campo Domenico della Leonessa di Supino
- 2) 1794 colonnello g. Giuseppe Parisi
- 3) 1798 maggiore Tommaso Susanna (comandante interino)
- 4) 1799 capitani (reggenti) Giuseppe Galileo Pasquali ed Andrea Colnago
- 5) 1801 tenente colonnello f. Giuseppe Saverio Poli
- 6) 1806 colonnello a. Francesco Sallent
- 7) 1811 colonnello g. Francesco Costanzo
- 8) 1814 tenente colonnello a. Felice Lombardo
- 9) 1817 tenente colonnello a. Filippo Castellani
- 10) 1820 tenente colonnello g.r. Francesco Antonio Winspeare
- 11) 1820 tenente colonnello a. Felice Lombardo
- 12) 1821 colonnello a. Emanuele Ribas
- 13) 1822 tenente colonnello g.r. Francesco Antonio Winspeare
- 14) 1825 colonnello a. Vincenzo Perez Condé
- 15) 1827 tenente colonnello a. Giovanni Giuliani
- 16) 1830 maggiore f. Michele Nocerino
- 17) 1838 colonnello g.r. Francesco Antonio Winspeare
- 18) 1844 maggiore a. Carlo Picenna (SMN c. 1811-13)
- 19) 1845 tenente colonnello a. Pasquale del Re
- 20) 1848 tenente colonnello a. Pietro Novi
- 21) 1848 colonnello a. Gennaro Simeoni
- 22) 1852 colonnello a. Nicola Ferrarelli
- 23) 1860 colonnello a. Annibale Muratti (SMN c. 1820-26)
- 24) 1860 colonnello g. Giacomo del Carretto (SMN c. 1823-27)
- 25) 1861 colonnello di S.M. Guglielmo De Sauget (SMN c. 1831-36)
- 26) 1865 colonnello f. Giuseppe Mirandoli
- 27) 1869 colonnello di S.M. Cesare Innocenzo Ferreri
- 28) 1871 colonnello di S.M. Luigi Consalvo (SMN c. 1839-46)
- 29) 1877 tenente colonnello g. Donato Briganti (SMN c. 1842-50)
- 30) 1883 colonnello c. Carlo Medici dei Marchesi di Marignano
- 31) 1885 tenente colonnello a. Giuseppe Bellini
- 32) 1886 tenente colonnello a. Francesco Rotondi
- 33) 1889 colonnello g. Francesco Sponzilli jr. (SMN c. 1846-56)
- 34) 1890 colonnello g. Felice Perelli-Cippo
- 35) 1894 colonnello a. Giuseppe Cellario
- 36) 1896 colonnello a. Achille De Cornè (SMN c. 1857-60)
- 37) 1898 colonnello a. Alessandro Capecchi
- 38) 1899 colonnello di S.M. Lamberto Bolognesi
- 39) 1903 colonnello di S.M. Desiderio Pigafetta
- 40) 1906 colonnello f. Enrico Gardini
- 41) 1908 colonnello f. Francesco Enter
- 42) 1910 colonnello f. Ettore Vespignani
- 43) 1914 colonnello f. (alp.) Giovanni Arrighi
- 44) 1915 colonnello f. Ubaldo Bertoni
- 45) 1919 colonnello f. Umberto Crema
- 46) 1925 colonnello f. Luigi Ganini
- 47) 1932 colonnello a. Ufficiale O.M.S. Vittorio Giovanelli
- 48) 1937 colonnello f. (alp.) Luigi Chatrian (membro dell'Assemblea Costituente)
- 49) 1940 colonnello f. Nicola Balzani
- 50) 1941 colonnello f. Francesco Moccia
- 51) 1944 tenente colonnello f. Giovanni Russo
- 52) 1944 colonnello f. Oliviero Prunas
- 53) 1946 colonnello c. Eugenio Berni Canani
- 54) 1949 colonnello M.O.V.M. f. (alp.) Adolfo Rivoir
- 55) 1951 colonnello f. (b.) Bernardino Grimaldi di Crotone
- 56) 1955 colonnello f. Cipriano Tinti
- 57) 1957 colonnello f. Annibale Gualdi
- 58) 1960 colonnello M.O.V.M. f. (alp.) Franco Magnani
- 59) 1961 colonnello f. (alp.) t.SG Paolo de la Feld
- 60) 1963 colonnello f. (b.) Nino Vignale
- 61) 1964 colonnello a. t.SG Giorgio Taibel
- 62) 1968 colonnello f. (cr.) t.SG Giancarlo Di Giorgio
- 63) 1972 colonnello f. t.SG Luciano Norcini
- 64) 1975 colonnello f. (b.) Silvio Martino
- 65) 1979 colonnello f. (cr.) Gianfranco Perani
- 66) 1983 colonnello f. (cr.) t.SG Franco Filippucci
- 67) 1986 colonnello f. t.SG Mario Camassa
- 68) 1988 colonnello a. (mon.) Franco Gentilucci
- 69) 1991 colonnello c. Ajmone Genzardi
- 70) 1994 colonnello a. t.SG Giuliano Giglio (SMN c. 1961-64)
- 71) 1997 colonnello f. Claudio Bottos (SMN c. 1960-63)
- 72) 1999 colonnello a. Vincenzo Papaccio
- 73) 2002 colonnello f. (alp.) Dante Zampa
- 74) 2006 colonnello Domenico Pace (SMN c. 1979-82)
- 75) 2008 colonnello a. Filippo Troise (SMN c. 1980-83)
- 76) 2010 colonnello a. Bernardo Barbarotto
- 77) 2012 colonnello Maurizio Napoletano (SMN c. 1982-85)
- 78) 2014 colonnello c. Valentino Scotillo
- 79) 2016 colonnello  Fabio Aceto
- 80) 2018 colonnello c. Amedeo Cristofaro (SMN c. 1981-84)
- 81) 2020 colonnello c. Ermanno Lustrino (SMN c. 1988-91)
- 82) 2022 colonnello Giuseppe Stellato (SMN c.1992-95)
- 83) 2024 colonnello Alberto Valent (SMN c. 1995-98)

SMN: comandanti già allievi della Nunziatella

## Galleria d'immagini

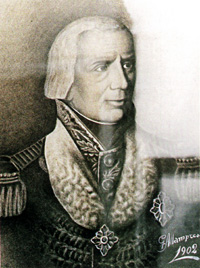
Giuseppe Parisi
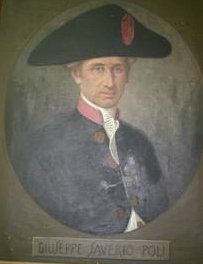
Giuseppe Saverio Poli
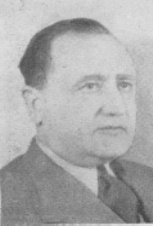
Luigi Chatrian
Bernardino Grimaldi di Crotone
Cipriano Tinti
Annibale Gualdi
Franco Magnani
Giorgio Taibel
Giancarlo Di Giorgio
Luciano Norcini
Gianfranco Perani
Franco Filippucci
Mario Camassa
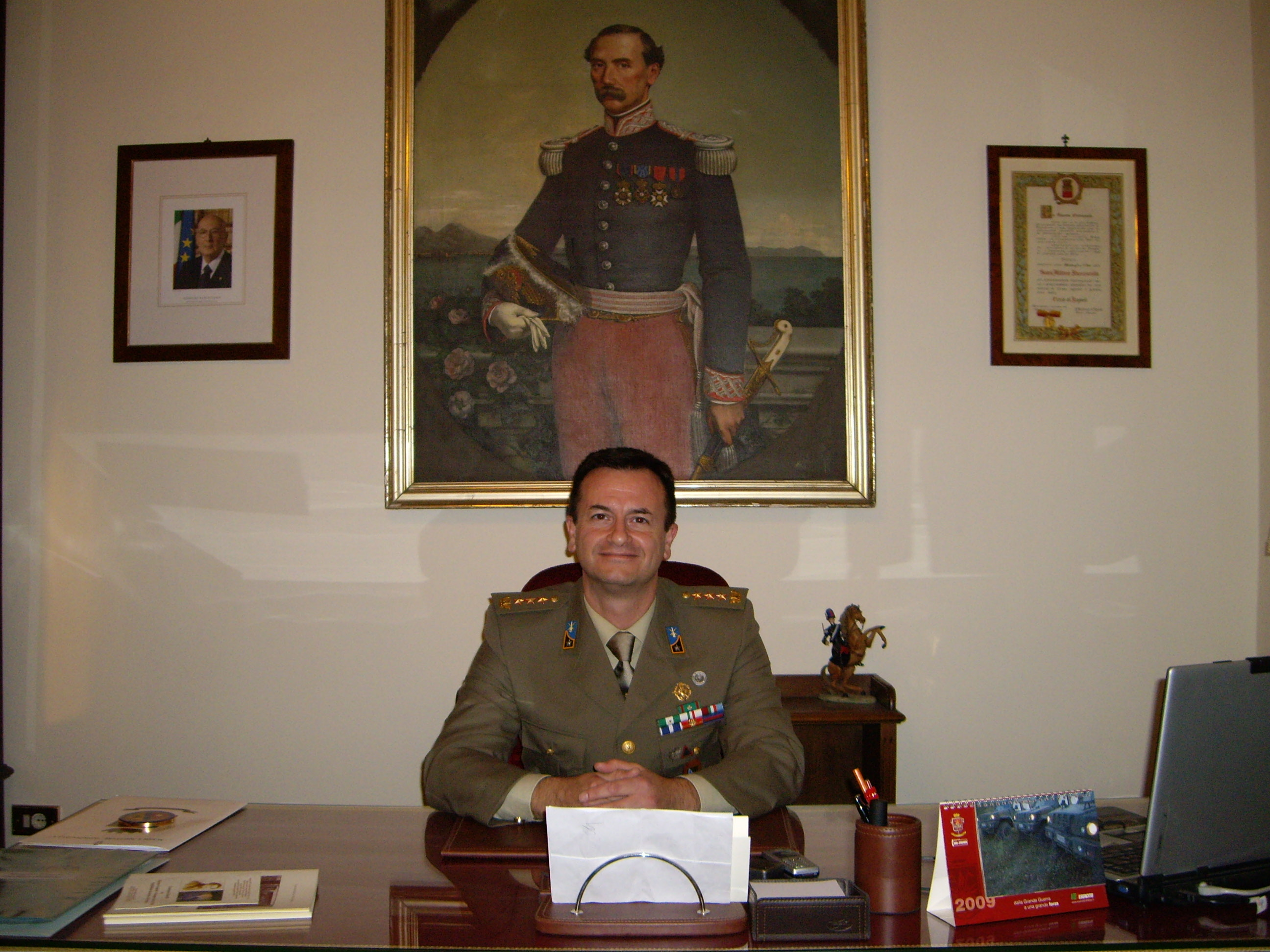
Filippo Troise
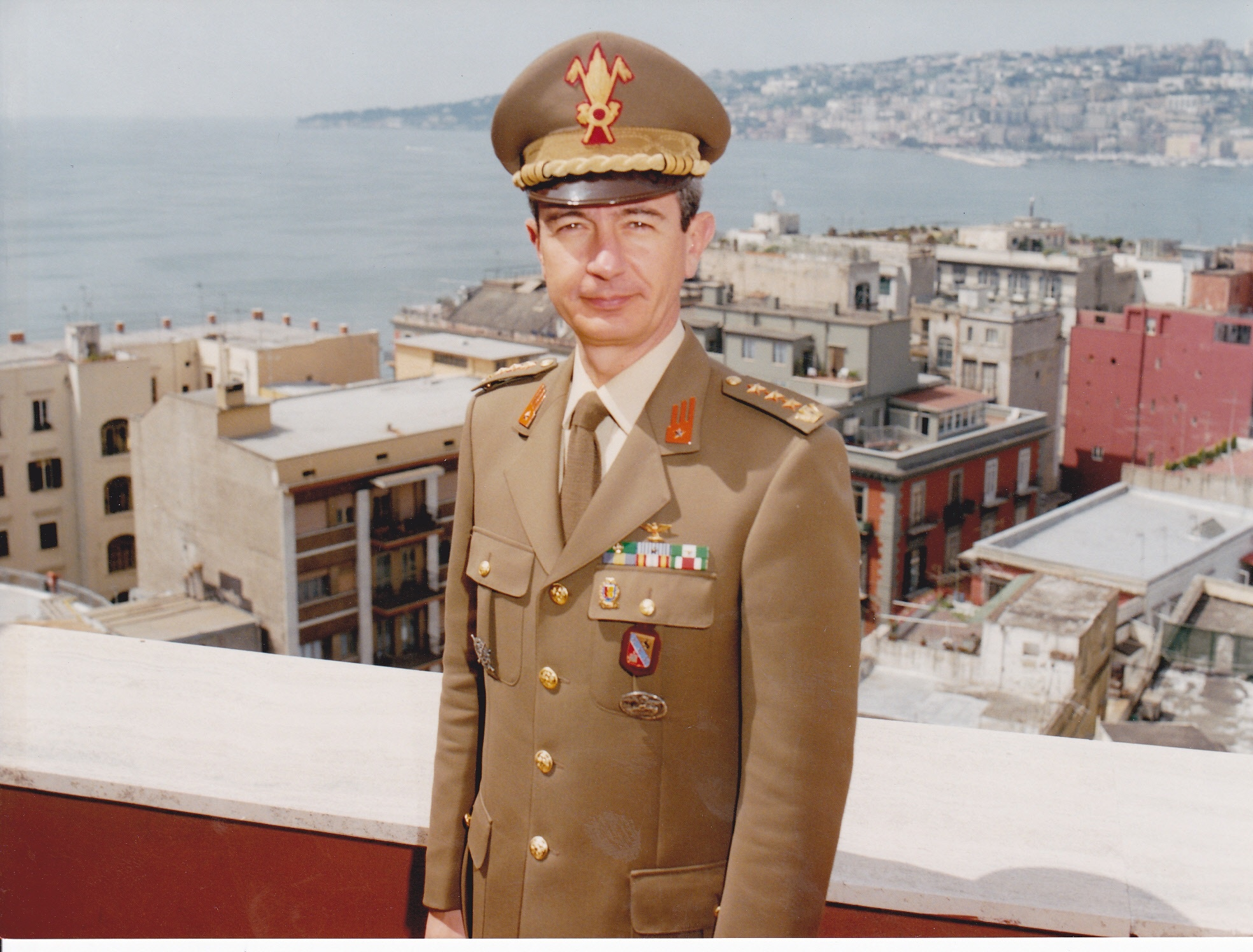
Aimone Genzardi